# Caniles (ort)
Caniles är en ort i Spanien.   Den ligger i provinsen Provincia de Granada och regionen Andalusien, i den södra delen av landet, 300 km söder om huvudstaden Madrid. Caniles ligger 917 meter över havet och antalet invånare är 4 851.
Terrängen runt Caniles är platt åt nordost, men åt sydväst är den kuperad. Runt Caniles är det glesbefolkat, med 15 invånare per kvadratkilometer. Närmaste större samhälle är Baza, 7,3 km nordväst om Caniles. Omgivningarna runt Caniles är i huvudsak ett öppet busklandskap.